# 6489 Голєвка
6489 Голєвка — астероїд групи Аполлона, член сім'ї Алінди, відкритий у 1991 році Елеонор Гелін.
Його назва має складне походження. У 1995 році Голєвку одночасно досліджували три радарні обсерваторії по всьому світу: Голдстоун у Каліфорнії, Євпаторійський радіотелескоп РТ-70 в Україні і Касіма в Японії. «Голєвка» походить від кількох перших літер назви кожної обсерваторії; її запропонував першовідкривач за пропозицією Олександра Зайцева. Англійським варіантом назви стало «Golevka», оскільки Євпаторія була транслітерована як «Evpatoria» замість більш традиційного «Yevpatoria».
Голєвка — невеликий об'єкт розміром 0,6 × 1.4 км. Радарні спостереження показали, що він має дуже дивну кутасту форму, яка виглядає по-різному в залежності від напрямку. У 2003 році за допомогою високоточних радіолокаційних спостережень для Голєвки, першої з усіх астероїдів, вдалося виміряти ефект Ярковського — негравітаційний ефект, що полягає у впливі світлового тиску теплового випромінювання з поверхні астероїда. Між 1991 і 2003 роками ефект Ярковського спричинив зміщення астероїда на 15 км відносно положення, яке б він займав, рухаючись під дією лише гравітаційних сил. Це допомогло оцінити об'ємну густину астероїда в 2.7 ± 0,5 г/см3, а масу в 2,10 × 1011 кг.
Голєвка наблизиться до Землі на відстань 0,05 а. о. у 2046 році, на 0,10 а. о. у 2069 році та 0,11 а. о. в 2092 році. З іншого боку, ймовірність зіткнення Голєвки з будь-якою планетою є незначною принаймні протягом наступних дев'яти століть. Її орбіта разюче схожа за ексцентриситетом, великою піввісь та нахилом до орбіти астероїда 4179 Тоутатіс, відомого, зокрема, завдяки його тісному зближенню із Землею в 2004 році.